# Комунякаа, Юсеф
Юсеф Комунякаа (Команьяка) (англ. Yusef Komunyakaa, род. 29 апреля 1941) — американский поэт, преподаватель Нью-Йоркского университета, член Общества писателей юга. Лауреат поэтической премии Кингсли Тафта за сборник «Neon Vernacular», Пулитцеровской поэтической премии 1994, поэтической премии Рут Лилли. В 2007 году получил Премию писателей Луизианы за весомый вклад в мир поэзии.
Темы его произведений варьируются от сельской жизни чернокожих в первой половине XX века или ранее (когда движение за гражданские права афроамериканцев ещё не началось) до собственного опыта службы солдатом во время войны во Вьетнаме.

## Биография
Согласно открытым данным, Комунякаа родился в 1947 году (однако в мемуарах бывшей жены указан 1941 год) и получил имя Джеймс Уильям Браун младший; был старшим из пяти детей плотника Джеймса Уильяма Брауна. Позже он вернул себе фамилию деда Комунякаа, которую тот изменил, зайцем приехав на корабле в Америку из Тринидада. Рос в городке Богалуза, Луизиана до и во время движения за гражданские права чернокожих.
С 1965 по 1970 год служил в армии США, был в Южном Вьетнаме во время войны, откуда вернулся 14 декабря 1966. Работал в военной газете «Southern Cross», для которой писал репортажи, брал интервью у солдат, публиковал статьи по истории Вьетнама, за что получил Бронзовую Звезду.
Начал писать стихи в 1973 году в Колорадском университете (кампус Колорадо-Спрингс), в котором был редактором и автором литературно-художественного издания кампуса «riverrun». В 1978 получил степень магистра по специальности «Письмо» в Колорадском государственном университете, а в 1980 году — по «Литературному творчеству» в Калифорнийском университете в Ирвайне.
В 1985 году женился на австралийской писательнице Мэнди Сейер и в том же году стал адъюнкт-профессором Индианского университета в Блумингтоне. Два года, с 1989 по 1990, занимал профессорскую должность имени Рут Лилли. Юсеф и Мэнди были женаты десять лет. Позже находился в отношениях с поэтессой индийского происхождения Ритикой Вазирани, которая в 2003 году покончила с собой и забрала жизнь своего 2-летнего сына Джехана.
Преподавал в Индианском университете до осени 1997 года, затем стал профессором английского языка в Принстонском университете. Сейчас Юсеф Комунякаа — профессор на программе творческого письма в Нью-Йоркском университете.

## Поэзия

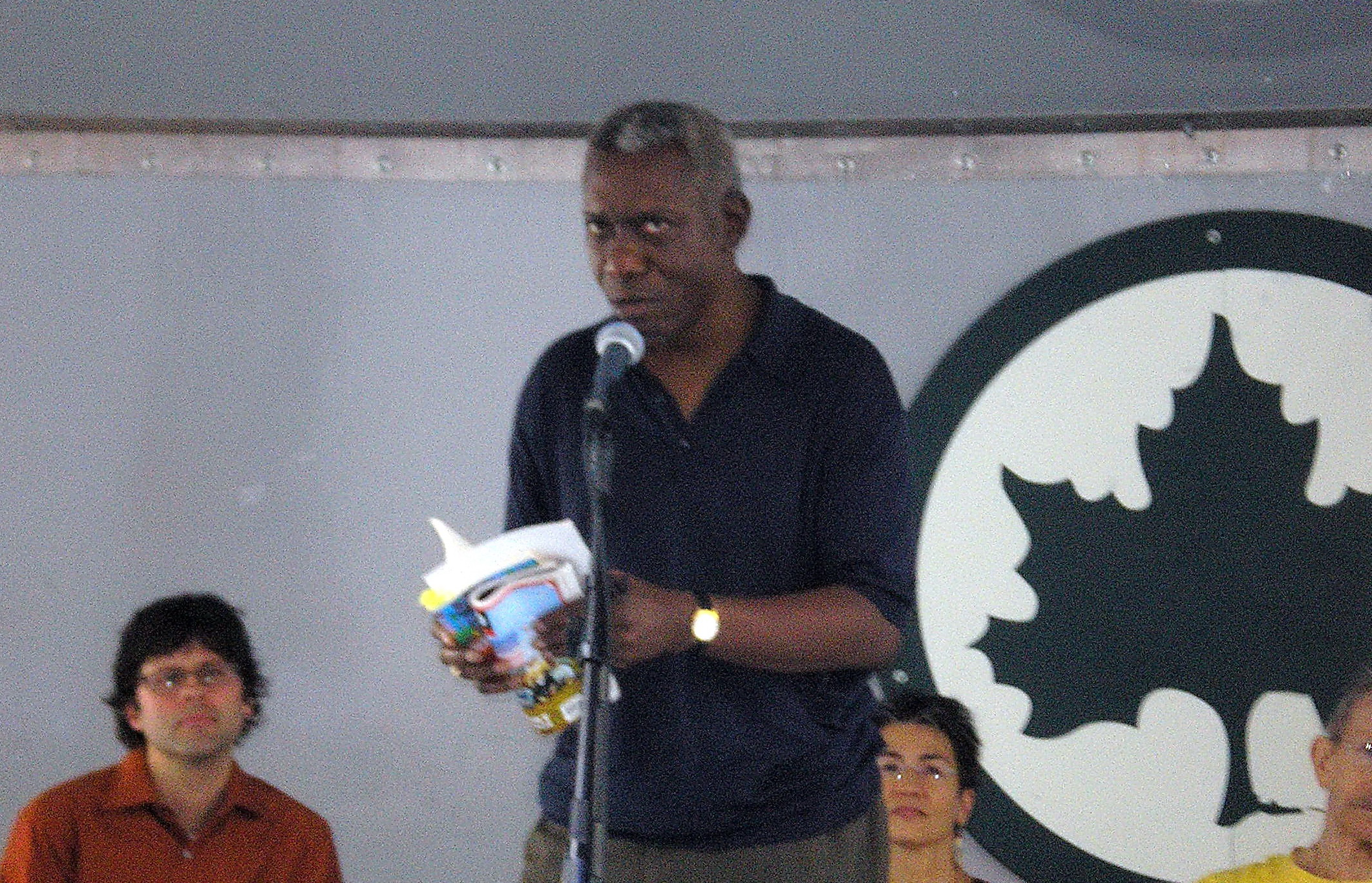
На Бруклинском книжном фестивале 2006

Его работы «Dedications and Other Darkhorses» (1977) и «Lost in the Bonewheel Factory» (1979) вышли небольшим тиражом, а третий сборник «Copacetic» (1984) стал первым коммерческим изданием. В «Copacetic» он соединяет джазовые ритмы, синкопирование с хип-хоповским слэнгом и уникальную, приковывающую внимание поэтическую образность, которая стала его фирменным знаком. В этом сборнике проявляется его неизменное желание формулировать культурные истины, которые остаются невысказанными в повседневном дискурсе, в надежде, что они принесут своего рода искупление: «How can love heal/ the mouth shut this way…/ Say something that resuscitates/ us, behind the masks».
Сборник «I Apologize for the Eyes in My Head», опубликованный в 1986 году, получил Сан-Францисскую поэтическую премию. Стал известным после «Dien Cai Dau» (с вьетн. «безумие в голове»), опубликованной в 1988, о своём опыте во Вьетнаме, она получила поэтическую премию Dark Room.
Комунякаа опубликовал много других сборников поэзии, среди которых: «Taboo: The Wishbone Trilogy, Part I» (2004), «Pleasure Dome: New and Collected Poems, 1975—1999» (2001), «Talking Dirty to the Gods» (2000), «Thieves of Paradise» (1998), «Neon Vernacular» (1994), «Magic City» (1992) и «Pleasure Dome» (2001).
Творчество Комунякаа оказало большое влияние на широкий круг американских поэтов настоящего времени. Сам он рассматривает свои произведения как непрямое высказывание, намёк:
|  | Поэзия — своего рода концентрированный намёк. Это способ поразмышлять и поговорить об идее или вопросе. Иногда с ее помощью удается больше сказать, чем с помощью прямой лобовой атаки. |

За сходство с ритмами джаза его творчество называют джаз-поэзией.
В 1999 году избран президентом Академии американских поэтов.
После получения степени магистра изящных искусство начал преподавать поэзию в школах Нового Орлеана и творческое письмо в Новоорлеанском университете.
В 2004 Комунякаа начал сотрудничать с драматургом и театральным продюсером Чадом Грациа над театральной адаптацией эпоса о Гильгамеше. Пьеса вышла в октябре 2006 и впервые поставлена весной 2008; полноценный спектакль состоялся в мае 2013 года в Constellation Theatre в Вашингтоне.

## Ссылка
- Профиль на Poetry Foundation
- Биография на ibiblio
- Обзоры поэзии
- Стихи
- Видео чтения Юсефом стихов, 3/09/09, Пасадена, Калифорния